# Pertes militaires françaises en Irak
Pour des articles plus généraux, voir Guerre du Golfe et Opération Daguet.
La France a perdu 15 militaires lors de la guerre du Golfe (1990-1991) (opération Daguet) et des opérations qui ont suivi ce conflit : Mission d'observation des Nations unies en Irak et au Koweit (MONUIK/UNIKOM), opération Libage, opération Aconit (participation à l'opération Provide Comfort d'aide au Kurdistan) et opération Alysse (participation à l'opération Southern Watch). Un agent de la DGSE est mort durant la guerre d'Irak, puis trois autres militaires lors de l'intervention contre l'État islamique.

## Militaires morts en cours de déploiement
Les données de ce tableau proviennent du site Mémoires des hommes : chaque militaire décédé a une fiche.
Les militaires sont classés par date de décès et nom de famille.
| #  | Date       | Nom        | Prénom    | Sexe | Âge | Grade          | Catégorie         | Garnison   | Garnison            | Garnison | Opération | Nature du décès | Lieu du décès  | Lieu du décès   | Dpt/Pays de naissance |
| #  | Date       | Nom        | Prénom    | Sexe | Âge | Grade          | Catégorie         | Unité      | Ville               | Dpt/Pays | Opération | Nature du décès | Ville          | Pays            | Dpt/Pays de naissance |
| -- | ---------- | ---------- | --------- | ---- | --- | -------------- | ----------------- | ---------- | ------------------- | -------- | --------- | --------------- | -------------- | --------------- | --------------------- |
| 1  | 13/11/1990 | Burgart    | Jacques   | H    | 30  | Sergent-chef   | Sous-officier     | 13e RDP    | Dieuze              | 57       | Daguet    | Non-hostile     | Khaled (en)    | Arabie saoudite | 68                    |
| 2  | 07/12/1990 | Amisse     | Frédéric  | H    | 27  | Lieutenant     | Officier          | BA 124     | Strasbourg          | 67       | Daguet    | Non-hostile     | Al-Ahsa        | Arabie saoudite | 78                    |
| 3  | 12/01/1991 | Guichard   | Justin    | H    | 35  | Sergent-chef   | Sous-officier     | 9e RCS     | Nantes              | 44       | Daguet    | Non-hostile     | Miramar        | Arabie saoudite | 974                   |
| 4  | 26/02/1991 | Cordier    | Éric      | H    | 24  | Caporal-chef   | Militaire du rang | 1er RPIMa  | Bayonne             | 64       | Daguet    | Hostile         | As-Salman (ar) | Irak            | 55                    |
| 5  | 26/02/1991 | Schmitt    | Yves      | H    | 32  | Sergent        | Sous-officier     | 1er RPIMa  | Bayonne             | 64       | Daguet    | Hostile         | As-Salman (ar) | Irak            | 68                    |
| 6  | 31/03/1991 | Sudre      | Gérard    | H    | 40  | Adjudant-chef  | Sous-officier     | 6e REG     | Laudun-l'Ardoise    | 30       | Daguet    | Hostile         | Riyad          | Arabie saoudite | Allemagne de l'Ouest  |
| 7  | 29/04/1991 | N'guyen    | Van Suong | H    | 35  | 2nd Classe     | Militaire du rang | 6e REG     | Laudun-l'Ardoise    | 30       | MONUIK    | Non-hostile     | Koweït City    | Koweït          | Sud Viêt Nam          |
| 8  | 18/05/1991 | Couci      | Pascal    | H    | 26  | Caporal-chef   | Militaire du rang | 708e GEFAR | Chalon-sur-Saône    | 71       | Libage    | Non-hostile     | Batman         | Turquie         | 65                    |
| 9  | 21/05/1991 | De la Cour | Pascal    | H    | 19  | Caporal        | Militaire du rang | 517e RT    | Vernon              | 26       | Libage    | Non-hostile     | Silopi         | Turquie         | 50                    |
| 10 | 24/05/1991 | Medjadba   | Mouloud   | H    | 40  | Adjudant-chef  | Sous-officier     | 17e RGP    | Montauban           | 82       | Libage    | Non-hostile     | Deralok (en)   | Irak            | Algérie               |
| 11 | 03/02/1994 | Legrand    | Michel    | H    | 42  | Premier maître | Officier marinier | AMT        | /                   |          | /         | Non-hostile     | Al Khobar      | Arabie saoudite | 976                   |
| 12 | 07/05/1996 | Pilato     | Fabrice   | H    | 33  | Capitaine      | Officier          | BA 102     | Dijon               | 21       | Alysse    | Non-hostile     | Dhahran        | Arabie saoudite | 90                    |
| 13 | 21/09/1997 | Robbe      | Eric      | H    | 28  | Lieutenant     | Officier          | BA 112     | Reims               | 51       | Alysse    | Non-hostile     | Al Khardj      | Arabie saoudite | 62                    |
| 14 | 30/09/1999 | Parachini  | Bruno     | H    | 41  | Adjudant       | Sous-officier     | BA 125     | Istres              | 13       | /         | Non-hostile     | Al Khardj      | Arabie saoudite | Maroc                 |
| 15 | 26/01/2001 | Chevrel    | Arnaud    | H    | 28  | Lieutenant     | Officier          | BA 112     | Reims               | 51       | Alysse    | Non-hostile     | Al Khardj      | Arabie saoudite | 72                    |
| 16 | 21/11/2006 | Bertrand   | Didier    | H    | 39  | Sergent        | Sous-officier     | DGSE       | /                   |          | /         | Hostile         | Bassorah       | Irak            | 63                    |
| 17 | 23/09/2017 | Grenier    | Stéphane  | H    | 34  | Adjudant-chef  | Sous-officier     | 13e RDP    | Martignas-sur-Jalle | 33       | Chammal   | Hostile         | Racca          | Syrie           | 14                    |
| 18 | 21/03/2018 | Pochylski  | Bogusz    | H    | 31  | Caporal-chef   | Militaire du rang | 2e REI     | Nîmes               | 30       | Chammal   | Non-hostile     | Bagdad         | Irak            | Pologne               |
| 19 | 18/08/2023 | Gauchot    | Baptiste  | H    | 26  | Sergent        | Sous-officier     | 19e RG     | Besançon            | 25       | Chammal   | Non-hostile     | Erbil          | Irak            | 93                    |
| 20 | 20/08/2023 | Latourte   | Nicolas   | H    | 29  | Adjudant       | Sous-officier     | 6e RG      | Angers              | 49       | Chammal   | Non-hostile     | Erbil          | Irak            | 77                    |
| 21 | 29/08/2023 | Mazier     | Nicolas   | H    | 31  | Sergent        | Sous-officier     | CPA 10     | Bricy               | 45       | Chammal   | Hostile         | Basheer (en)   | Irak            | 63                    |